# Badminton 1904
Höhepunkte des Badmintonjahres 1904 waren die All England und die Irish Open.
==Internationale Veranstaltungen ==
| Veranstaltung | Herreneinzel         | Dameneinzel      | Herrendoppel                              | Damendoppel                   | Mixed                                  |
| ------------- | -------------------- | ---------------- | ----------------------------------------- | ----------------------------- | -------------------------------------- |
| All England   | Henry Norman Marrett | Ethel B. Thomson | Albert Davis Prebble Henry Norman Marrett | Ethel B. Thomson Meriel Lucas | Henry Norman Marrett Dorothea Douglass |
| Irish Open    | Blayney Hamilton     | -                | Blayney Hamilton Thomas D. Good           | Meriel Lucas Ethel B. Thomson | L. U. Ransford Mabel Hardy             |

## Terminkalender
| Veranstaltung | Ort    | Datum                 |
| ------------- | ------ | --------------------- |
| Irish Open    |        | Februar 1904          |
| All England   | London | 16. bis 19. März 1904 |